# Château de Gesvres-le-Duc
Le château de Gesvres-le-Duc est un château en partie ruiné situé à Crouy-sur-Ourcq dans le département de Seine-et-Marne en région Île-de-France.
Il a notamment appartenu aux ducs de Gesvres.

## Géographie
Le château de Gesvres-le-Duc se trouve à environ 22 km au nord-Est de Meaux, à la pointe nord du département de Seine et Marne, non loin de sa limite avec les départements de l'Oise et de l'Aisne.

## Histoire
Au XVIIe siècle, le château possédait de grands jardins réguliers, entourés de douves toujours conservées.
La seigneurie, devenue un comté, puis un duché, porta successivement le nom de Tresmes, puis, après 1722, celui de Gesvres.
Au moyen-âge, la seigneurie de Tresmes se transmit dans les familles de Bracque, de Montmorency, d'Aunoy, Baillet. En 1577, Charlotte Baillet épouse Louis Potier, marquis de Gesvres, secrétaire d'Etat des rois Henri III puis Henri IV, et lui apporte, entre autres seigneuries, celle de Tresmes, qui est érigée en comté en leur faveur, par lettres du Roi Henri IV, données en janvier 1608.
D'après une gravure de Claude Chastillon exécutée vers 1610, le château de Tresmes comportait alors quatre corps de bâtiments disposés en carré autour d'une petite cour intérieure, cantonnés à chaque angle par un pavillon couvert d'un comble indépendant.
Leur fils René Potier (ca 1579-1670) leur succède comme comte de Tresmes et obtient du Roi Louis XIV l'érection du comté en duché pairie de Tresmes par lettres données en novembre 1648, Ces lettres furent entérinées par le Parlement de Paris 11 décembre 1663.
A cette époque, vers 1660, il fait renouveler le château par l'architecte François Mansart .
Le nom de la terre de Gesvres, située dans le Maine, étant souvent porté dans la famille Potier, Louis XIV autorisa, par lettres de commutation de nom données à Saint Germain en Laye en juillet 1670, que le nom du duché de Tresmes soit désormais changé en duché de Gesvres.
D'après un dessin de la collection Gaignières exécuté en 1711, le château comportait alors, sur un plan en "U", un corps de logis cantonné par deux pavillons avec deux ailes en retour, prolongées chacune par un pavillon plus élevé. Entouré de parterres, il se trouvait sur un vaste terre-plein maçonné en grès, entièrement entouré de douves en eau.
A René Potier, 1er duc de Tresmes, succède en 1670 son fils Léon Potier, 2e duc de Tresmes, dit de Gesvres, mort en 1704.
Le fils de ce dernier, François Bernard Potier, est le troisième titulaire du duché, sous le nom de duc de Gesvres, et meurt en 1739.
L'ainé de ses fils, François Joachim Bernard Potier (1692-1757), lui succède comme 4e titulaire du duché, duc de Gesvres, et meurt sans postérité.
il a pour successeur comme 5e titulaire du duché, son frère, Louis Léon Potier (1695-1774), comte, puis (1757), duc de Gesvres. Ce dernier laisse un fils unique, Louis Joachim Paris Potier de Gesvres (1733-1794), duc de Gesvres, qui n'émigre pas à la Révolution.
Sans descendance, il est guillotiné pendant la Terreur. Il est le sixième et dernier titulaire du duché, en même temps que le dernier de sa branche de la famille Potier. Le château de Gesvres est démoli vers 1810.
Au XXIe siècle, il en subsiste les douves, le pont qui les franchit et un des pavillons d'entrée, construit tout en pierre.

### Protections
Sont protégés : 
- le pavillon d'entrée subsistant (cad. 1971 E 576), classement par arrêté du 24 septembre 1975 ;
- les douves avec leurs ponts ;
- le portail d'entrée avec sa grille (cad. 1971 E 564, 569, 577), inscription par arrêté du 24 septembre 1975.

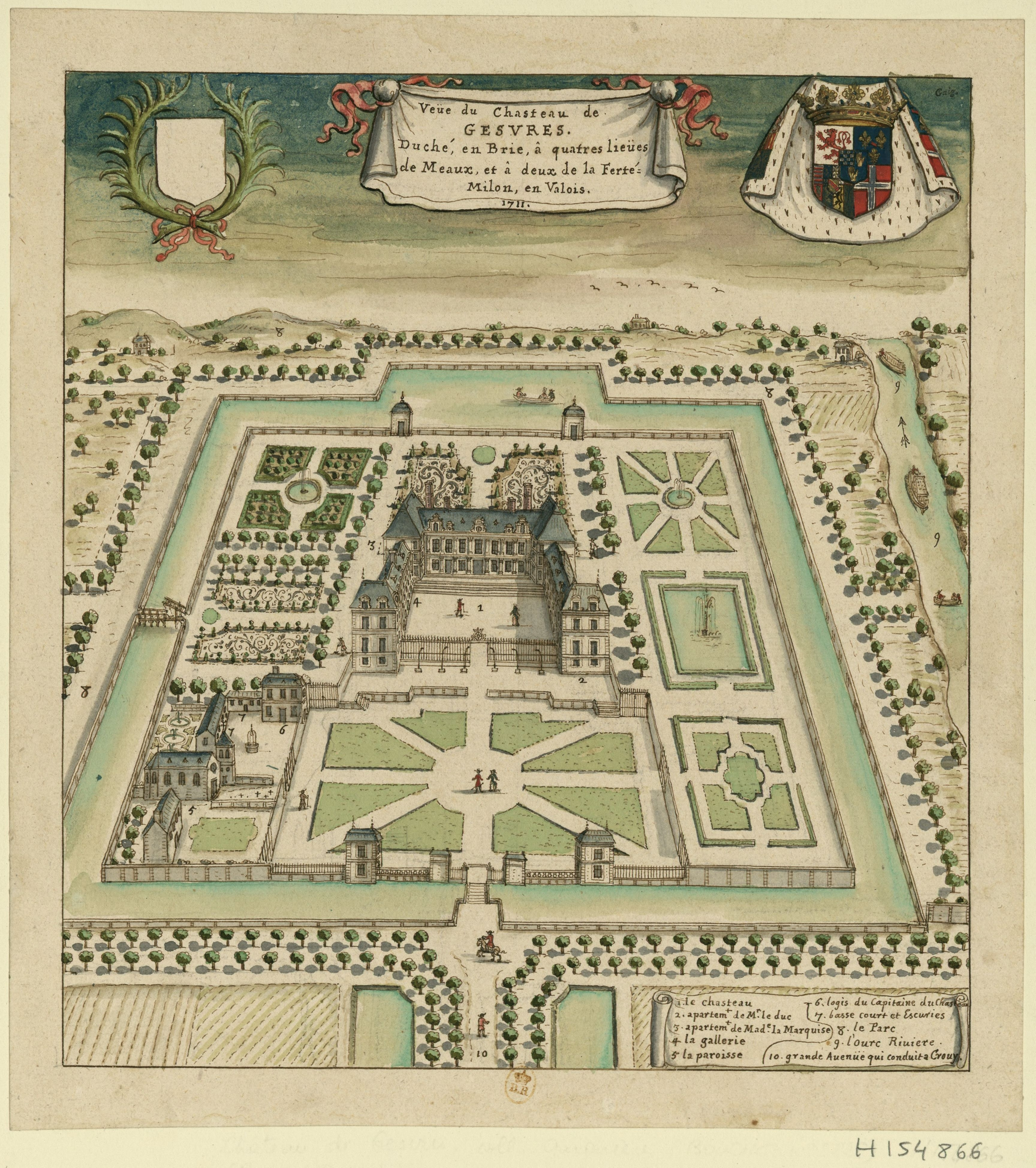
Château de Gesvres, à Crouy sur Ourcq, en 1711 (Dessin de la collection Gaignières)..